# Rhinolophus stheno
Rhinolophus stheno is een zoogdier uit de familie van de hoefijzerneuzen (Rhinolophidae). De wetenschappelijke naam van de soort werd voor het eerst geldig gepubliceerd door K. Andersen in 1905.

## Voorkomen
De soort komt voor in Vietnam, Thailand, Laos, Maleisië en Indonesië.